# Placidus Buechauer
Placidus Buechauer (* 23. Dezember 1611 oder 1610 in Schongau in Bayern; † 27. Juni 1669 im Markt Kuchl) war Benediktiner und Abt des Stiftes Kremsmünster.

## Leben
Buechauer wurde am 23. Dezember 1611 (andere Quellen sagen 1610) in Schongau in Bayern geboren, legte am 29. Juni 1632 die Profess ab und wurde am 18. Oktober 1639 zum Priester geweiht. Am 7. Dezember 1644 wurde er zum 56. Abt des Stiftes Kremsmünster gewählt. Das Amt hatte er bis zu seinem Tod 1669 inne.

## Bautätigkeit

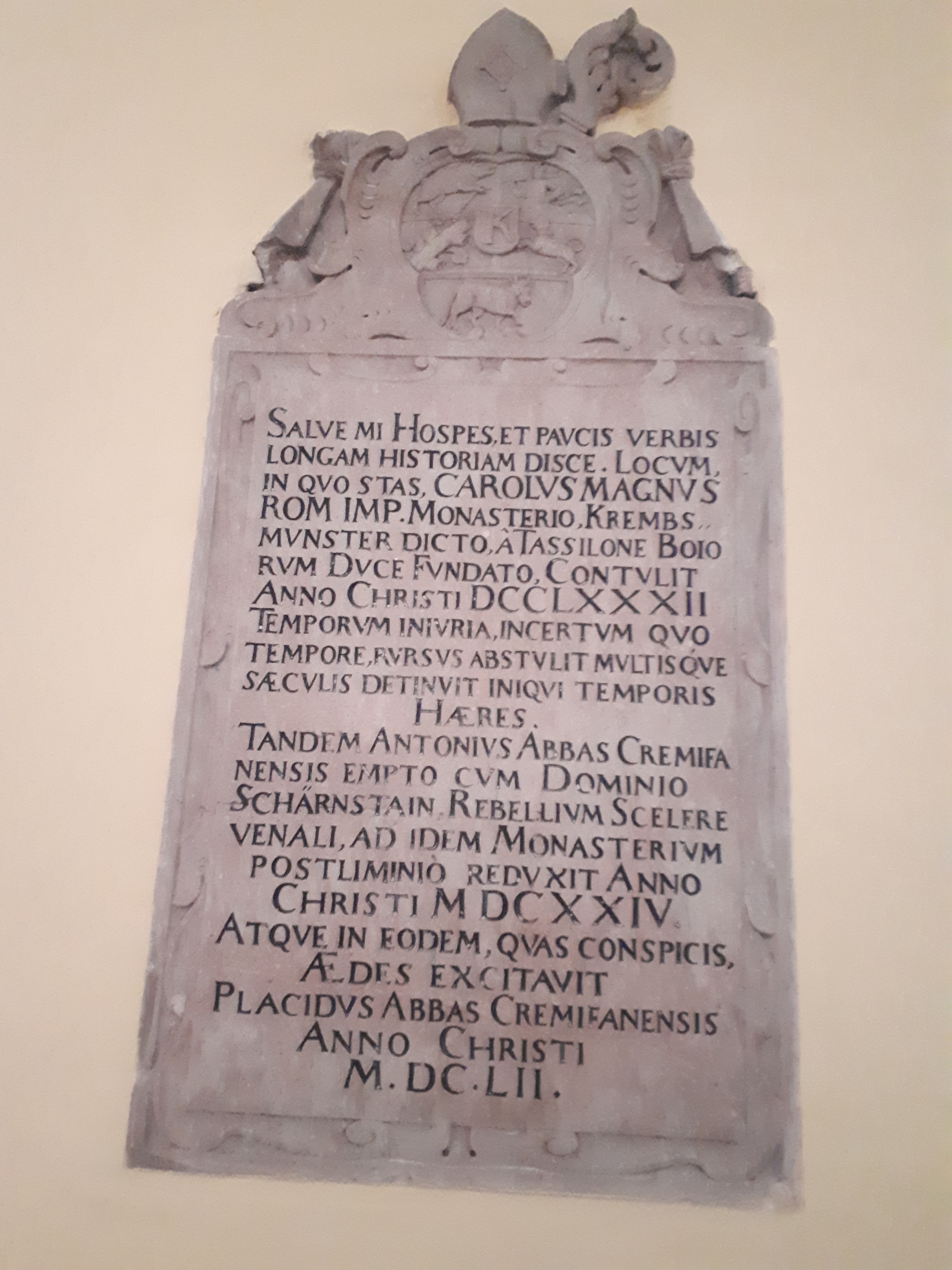
Placidus Buechauer ließ 1652 am Südende des Almssee das Seehaus errichten. Das Kloster betrieb und betreibt dort Forst- und Fischwirtschaft. Die Gedenkplatte ist in der Kapelle des Hauses angebracht zur Erinnerung an die Errichtung des Hauses.

Während der Amtszeit von Abt Placidus Buechenauer fand rege Bautätigkeit statt. Er ließ 1651 den Museumstrakt erbauen und darin eine Bierbrauerei errichten sowie 1667 an der Außenseite der Einfahrt in den Prälatenhof das marmorne Portal mit den drei Statuen (Tassilo der Stifter, Karl der Große und Heinrich der Heilige). Er versah die Stiftskirche 1658 mit mehreren neuen Glocken und einer Uhr, ließ die Reliquien des Hl. Agapitus in Gold und Silber fassen, die ab 1654 am Agapitusaltar ausgestellt wurden. Weiters erweiterte er den Hofgarten und umgab ihn 1659 mit einer Mauer. 1647 legte er selbst den Grundstein zum Bau der Kirche St. Wolfgangstein.
Auch in den umliegenden Pfarrkirchen von Unterrohr und Buchkirchen finden sich Spuren seiner Bautätigkeit. 1680 erweiterte er die Kirchen von Kematen, Ried, Sipbachzell, Schauersberg, Weigersdorf und Einsiedling. In Pfarrkirchen ließ er eine Totenkapelle errichten sowie in Adlwang eine Empore. 1650 ließ er in Adlwang und Oberrohr Hochaltäre errichten, 1658 am Magdalenaberg. In Thalheim erbaute er 1669 ein Presbyterium.
Ferner baute Abt Placidus 1649 das Freihaus in Kirchdorf, 1657 das Stiftshaus zu Mautern, erneuerte die Pfarrhöfe von Pfarrkirchen (1649), Pettenbach (1658), Buchkirchen (1660) und Vorchdorf (1668). 1652 baute er am Almsee auch ein Haus ("Seehaus").

## Wirken
Abt Placidus war „das Ideal eines Prälaten“, wie es P. Wolfgang Dannerbauer (Chronist im 19. Jh.) ausdrückte. Er erweiterte das Gymnasium und das Museum und ließ Theologie und Philosophie sowie orientalische Sprachen vortragen. Weiters schickte er Stiftsgeistliche an auswärtige Akademien und Universitäten und vermehrte den Bestand der Bibliothek. Am 13. Mai 1659 erreichte er die Aufnahme Kremsmünsters in die Benediktinerkongregation von Monte Cassino mit der vollen Teilnahme an ihren Privilegien.
Abt Placidus Buechenauer zeichnete sich nicht nur durch seine enorme Bautätigkeit aus, sondern zeigte auch wirtschaftliches Geschick, indem er Zehente, Weinberge und Grundstücke kaufte. Er genoss allgemeine Hochachtung und Verehrung. In den durch Missernte, Hagel und Hungersnot ausgezeichneten Jahren von 1647 bis 1649 war er ein wohltätiger Prälat. Während seines Wirkens legten 58 Kapitulare ihr Gelübde ab.